# Kim Wielens
Kim Wielens, coniugata Crocker (Geelong, 25 settembre 1977), è un'ex cestista neozelandese.

## Carriera
Con la Nuova Zelanda ha disputato i Giochi olimpici di Atene 2004.